# Allodapula maculithorax
Allodapula maculithorax là một loài Hymenoptera trong họ Apidae. Loài này được Michener mô tả khoa học năm 1971.